# بخش کلیتون، موور کانتی، مینه سوتا
بخش کلیتون (به انگلیسی: Clayton Township) یک منطقهٔ مسکونی در ایالات متحده آمریکا است که در شهرستان مور، مینه‌سوتا واقع شده‌است.
 بخش کلیتون ۹۳٫۵۲ کیلومتر مربع مساحت و ۱۵۸ نفر جمعیت دارد و ۴۳۳ متر بالاتر از سطح دریا واقع شده‌است.